# Lijst van steenbeeldhouwers

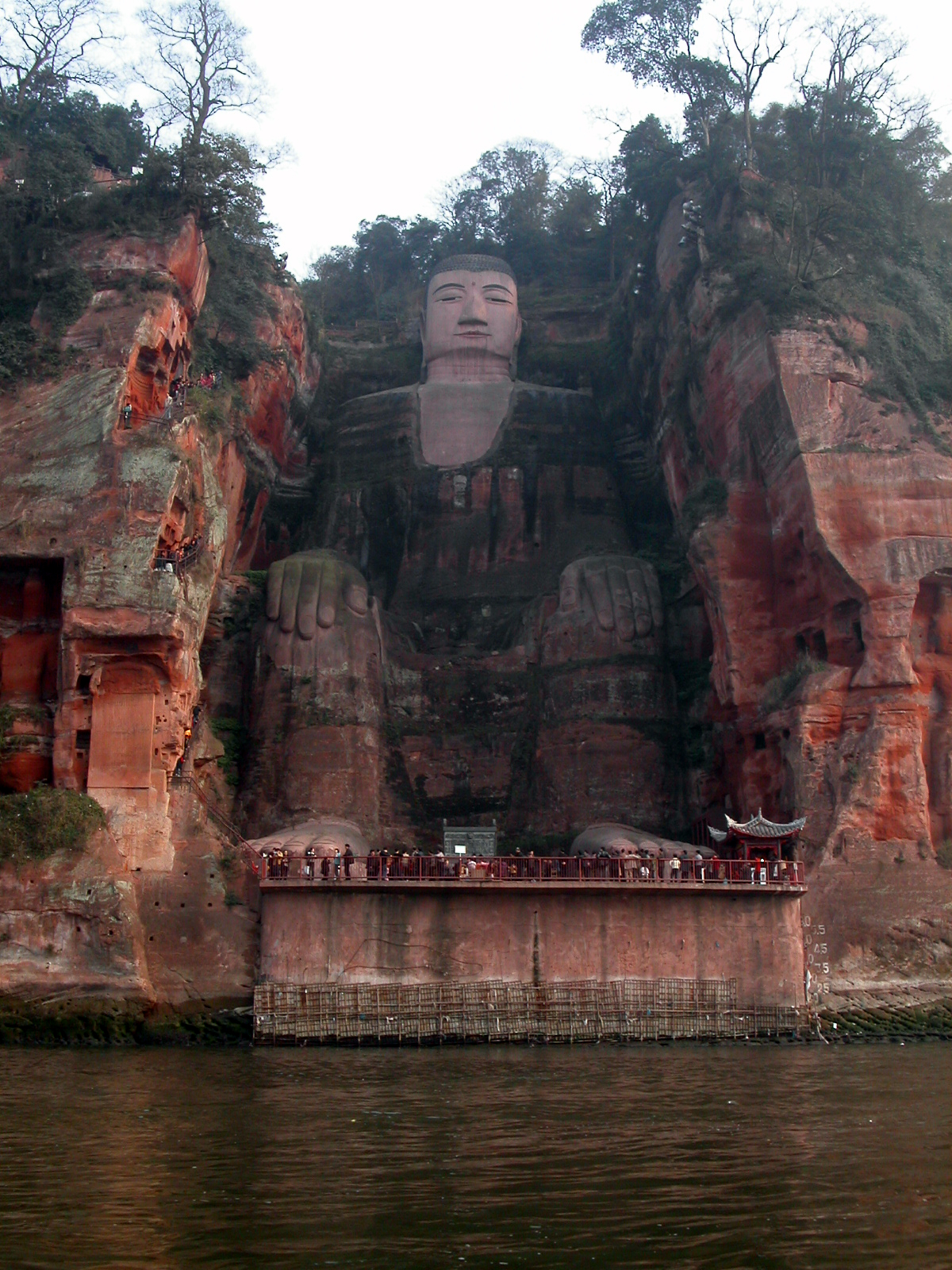
de grote budha van Leshan, door een anonieme steenbeeldhouwer.

Dit is een lijst van steenbeeldhouwers, beeldhouwers die exclusief werken met natuursteen als materie.
De meeste gebruikte soorten natuursteen zijn marmer, graniet en arduin. De meeste steenhouwers haalden inkomsten door het vervaardigen van oorlogsmonumenten en funerair erfgoed.

## Per land

### België
In België kende deze nijverheid een grote bloei, en konden zelfstandige steenhouwers zich aansluiten bij de Centrale der Steenbewerkers van België.
- Karel Aubroeck
- Roger Bracke
- Alfons De Cuyper
- Léonce Evrard
- Werner Heyndrickx
- Clement Jonckheer
- Robert Van de Velde
- Ernest Salu

### Duitsland
- Adolf von Hildebrand
- Käthe Kollwitz
- Christian Daniel Rauch

### Frankrijk
- Louis Le Conte

### Italië
- Michelangelo Buonarroti
- Gian Lorenzo Bernini
- Antonio Canova

### Verenigde Staten
- Gutzon Borglum

### Verenigd Koninkrijk
- Henry Moore